# Genshin Impact
Genshin Impact – fabularna gra akcji w konwencji fantasy, z możliwością eksploracji otwartego świata, wyprodukowana i wydana przez chińskie studio miHoYo. Gra jest oparta na systemie walki z wykorzystaniem magii żywiołów i możliwością przełączania postaci. Genshin Impact dostępna jest tylko w trybie online i zawiera ograniczony tryb wieloosobowy, umożliwiający wspólną zabawę maksymalnie czterem graczom. Gra została wydana 28 września 2020 na platformach Microsoft Windows, PlayStation 4, Android i iOS, 28 kwietnia 2021 na PlayStation 5 oraz 20 listopada 2024 na Xbox Series. Planowana jest również wersja na Nintendo Switcha. Produkcja spotkała się z pozytywnym przyjęciem recenzentów, aczkolwiek monetyzacja wykorzystująca system gacha została uznana za kontrowersyjną.

## Fabuła
Akcja Genshin Impact rozgrywa się w fantastycznym świecie Teyvat, który jest domem dla siedmiu różnych narodów, z których każdy jest powiązany ze specyficznym żywiołem i rządzony przez związanego z nim boga. Postać gracza, zwana Podróżnikiem, wędrowała przez wiele światów ze swoim bliźniakiem, ale po przybyciu do Teyvat rodzeństwo zostało rozdzielone przez nieznanego boga. Bohater wraz ze swoją towarzyszką Paimon podróżuje po Teyvat w poszukiwaniu zaginionego rodzeństwa i bierze udział w różnych przygodach.

## Rozgrywka
Genshin Impact jest fabularną grą akcji z otwartym światem. Rozgrywka wieloosobowa jest dostępna w formie trybu współpracy, w którym może brać udział maksymalnie czterech uczestników. Gracz steruje postacią Podróżnika z perspektywy trzeciej osoby mając równocześnie możliwość szybkiego przełączenia do innych postaci. Przełączanie się między postaciami może odbywać się szybko podczas walki, co pozwala graczowi na użycie kilku różnych kombinacji umiejętności i ataków. Postacie można wzmocnić poprzez zwiększanie ich poziomu i ulepszanie ich wyposażenia. Oprócz eksploracji, gracz może podejmować różne wyzwania i misje. Ukończenie takich wydarzeń zapewnia graczowi postęp w zwiększaniu jego rangi przygodowej, co z kolei odblokowuje nowe, trudniejsze elementy gry.
Gracz może kontrolować swoją postać i wykonywać czynności, takie jak bieganie, wspinanie się, pływanie i szybowanie, które są ograniczone przez wytrzymałość. Niektóre postacie posiadające zdolności, które mogą zmieniać otoczenie, takie jak możliwość zamrażania wody, aby stworzyć ścieżkę, która może pomóc graczowi w przemierzaniu terenu. Na całym świecie istnieje wiele punktów teleportacyjnych, z których gracze mogą skorzystać, a posągi znane jako Statues of The Seven mogą leczyć i ożywiać postacie oraz zapewniać inne korzyści. Gracze mogą zbierać żywność z polowania na zwierzęta, zbierania dzikich owoców i warzyw oraz wykopywać rudy różnych substancji w trakcie eksploracji, podczas gdy pokonani przeciwnicy i zawartość skrzyń ze skarbami daje dostęp do innych zasobów, które mogą być użyte do wzmocnienia postaci.
Każda postać ma dwie wyjątkowe umiejętności bojowe: umiejętność żywiołu i wybuch żywiołu. Umiejętność żywiołu może być użyta w dowolnym momencie. Postacie kontrolują jeden z siedmiu naturalnych elementów: Cryo, Dendro, Pyro, Hydro, Anemo, Electro i Geo. Elementy te mogą oddziaływać na różne sposoby; na przykład, jeśli atak Hydro trafi w cel, wróg otrzyma status „mokry”, a jeśli zostaną trafieni atakiem Cryo, spowoduje to „zimno”. Te dwa efekty statusu łączą się w efekt statusu „zamrożenie”, tymczasowo uniemożliwiając celowi wykonanie jakichkolwiek działań lub do czasu, gdy gracz zadaje wystarczająco dużo fizycznych obrażeń wrogom. Niektóre zdolności żywiołów mogą być wymagane do rozwiązywania zagadek w świecie.
Wykonując zadania, gracz może odblokować sześć grywalnych postaci, a więcej bohaterów można uzyskać przy pomocy mechaniki gacha. W grze istnieje kilka rodzajów walut, z których niektóre dostępne są także poprzez zakupy w aplikacji i mogą być używane do zdobywania postaci i broni za pośrednictwem powyższego systemu.

## Produkcja
Projektanci gry inspirowali się grą The Legend of Zelda: Breath of the Wild z 2017 roku i rozpoczęli pracę nad Genshin Impact w tym samym roku. Wydanie gry zostało zapowiedziane w 2019 roku, a premiera odbyła się we wrześniu 2020 roku. Jeszcze przed premierą w grze zarejestrowało się ponad 20 mln osób (ok. 3/4 z Chin). Gra została przetłumaczona na trzynaście języków (w tym cztery z głosami postaci: koreański, japoński, chiński i angielski). Jej premiera była największym do tej pory, pod względem marketingowym, międzynarodowym wydaniem chińskiej gry komputerowej.
Ogólna wizja artystyczna Genshin Impact ma na celu połączenie stylu artystycznego anime z elementami z prawdziwych kultur świata. Na przykład kraina Liyue została pomyślana jako przedstawienie chińskiej kultury z perspektywy fantasy, ale jest też inspirowana rzeczywistymi elementami z Narodowego Parku Leśnego Zhangjiajie i góry Tianmen.
Wkrótce po premierze gry miHoYo ogłosiło plany rozbudowy zawartości na kolejne miesiące. Duże aktualizacje zawartości mają być wprowadzane do gry co sześć tygodni, dodając więcej wydarzeń i nowe obszary do eksploracji.
Znaczna część gry pozostaje do ukończenia. Wersja premierowa zawierała tylko dwa z siedmiu głównych regionów przeznaczonych do eksploracji: Mondstadt, inspirowany Europą oraz Liyue, wzorowany na Chinach. miHoYo przewiduje, że ukończenie historii gry zajmie kilka lat. W lipcu 2021 roku wydano aktualizację 2.0, która rozszerza grę o trzeci duży rejon, Inazumę (wzorowany na kulturze japońskiej). Planowane jest dodanie pozostałych regionów w ciągu kolejnych lat, w tempie jednego rocznie. Zgodnie z planem, w 2022 uruchomiono region Sumeru, w 2023 Fontaine, a w 2024 Natlan. Udostępnienie regionu Snezhnaya zaplanowano na 2025.

## Odbiór gry
Gra spotkała się z pozytywnym przyjęciem recenzentów, uzyskując w wersji na iOS średnią wynoszącą 84/100 według agregatora Metacritic. Redaktorzy chwalili system walki i wolność podróżowania w otwartym świecie, a także fakt, że praktycznie cała gra jest dostępna za darmo. Daniel Oziębała w recenzji dla portalu Antyweb napisał, że Genshin Impact to „jedn[a] z najlepszych gier z otwartym światem, jakie trafiły na smartfony”, a Maria Wawrzyniak na gram.pl podsumowała swoją recenzję następująco: „Genshin Impact to bez wątpienia jedna z najlepszych darmowych produkcji, w jakie było mi dane kiedykolwiek zagrać”. Bardziej krytycznie została oceniona monetyzacja wykorzystująca system gacha. Z krytyką spotkała się także cenzura dyskusji w grze, ingerująca poza przyzwoitość i mająca cechy polityczne; ocenzurowane są m.in. terminy takie jak „Hong Kong” i „Taiwan”. Gra osiągnęła zysk ponad 60 milionów dolarów w ciągu pierwszego tygodnia, a następnie 393 milionów w trakcie dwóch miesięcy od swojej premiery. Genshin Impact otrzymała nagrodę Game Developers Choice Awards dla „najlepszej gry mobilnej” 2020 roku.

## W innych mediach
miHoYo wydaje też mangę opisującą tło jej bohaterów i fikcyjny świat Genshin Impact. W 2021 premierę miała też oficjalna ścieżka dźwiękowa (original soundtrack, czyli tzw. OST) pt. The Shimmering Voyage, wydana na czterech płytach.